# إرفينغ كامبل
إرفينغ كامبل (بالإنجليزية: Irving Campbell)‏ هو لاعب كرة قدم أمريكية أمريكي، ولد في 4 ديسمبر 1984 في ماناغوا في نيكاراغوا.